# Blue Devils de Duke (basket-ball)
Cet article concerne la section basket-ball des Blue Devils de Duke. Pour les autres sections, voir Blue Devils de Duke.
Maillots
L'équipe de basket-ball des Blue Devils de Duke est l'équipe universitaire de basket-ball représentant l'université Duke, située en Caroline du Nord. L'équipe est quatrième au classement des victoires dans l'histoire des équipes masculines de basket-ball en NCAA, et est entraînée par Jon Scheyer (en).
Duke remporte 5 championnats NCAA, ce qui en fait la quatrième équipe la plus titrée de l'histoire (ex æquo avec les Hoosiers de l'Indiana) derrière les Bruins de l'UCLA, les Wildcats du Kentucky, les Tar Heels de North Carolina ex æquo avec les Huskies du Connecticut. L'équipe participe à 11 finales et 16 demi-finales (appelées Final Four en NCAA). Onze joueurs de Duke ont été nommés Meilleur Joueur de l'Année et 71 sont sélectionnés lors d'une draft de la NBA. De plus, 36 joueurs de Duke ont été nommés All-Americans (récompense annuelle honorant les meilleurs joueurs NCAA de la saison).
Duke fait partie de la conférence ACC (Atlantic Coast Conference) et en a été champion 21 fois en saison régulière ainsi que 19 fois en championnat. Avant de rejoindre l'ACC, Duke a remporté le titre du championnat de Southern Conference à 5 reprises. En 2008, du fait de ces nombreux succès, ESPN a nommé Duke « programme universitaire de basket-ball le plus prestigieux depuis la saison 1985-1986 », précisant que « quelle que soit la mesure du succès, Duke règne sur le basket-ball universitaire depuis l'ère du championnat NCAA à 64 équipes. » Depuis, Duke a encore gagné deux titres nationaux en 2010 et 2015.

## Chiffres clés
- Champions nationaux de NCAA - 5
- Finalistes - 11
- Final Four (demi-finales) - 18
- Elite Eight (quarts de finale) - 23
- Sweet Sixteen (huitièmes de finale) - 32
- Participations au championnat NCAA - 46
- Champions de conférence en saison régulière - 24

## Historique de l'équipe
Adapté à partir des archives de l'université Duke

### Création et premiers résultats
En 1906, Wilbur Wade Card, le directeur sportif de l'université Trinity et membre de la promotion 1900, introduit le basket-ball à Trinity. L'édition du 30 janvier 1906 du Trinity Chronicle présente ce nouveau sport sur sa première page. Le premier match de Trinity se solde par une défaite face aux Demon Deacons de l'université de Wake Forest sur le score de 24-10. Le match a lieu au gymnase Angier B. Duke, plus tard connu sous le nom de The Ark. L'équipe de Trinity remporte son premier titre en 1920, le championnat d'État, en battant l'université d'agriculture et d'ingénierie de Caroline du Nord (maintenant appelée université d'État de Caroline du Nord) par le score de 25-24. Plus tôt dans la saison, l'équipe bat les Tar Heels de l'université de Caroline du Nord 19-18 lors du premier match entre ces deux écoles. L'université Trinity devient ensuite l'université Duke.
Billy Werber, de la promotion de 1930, devient le premier joueur All-American de Duke en basket-ball. Le campus ouest de l'université ouvre cette même année, doté d'un nouveau gymnase qui est par la suite nommé en l'honneur de l'entraîneur Card. L'Indoor Stadium ouvre ses portes en 1940. Il s'agit initialement d'une « extension » du gymnase. Une partie de son coût est financée grâce aux recettes de l'équipe de football américain de Duke. En 1972, il est renommé Cameron Indoor Stadium en l'honneur d'Eddie Cameron, entraîneur de l'équipe entre 1929 et 1942.
En 1952, Dick Groat devient le premier joueur de Duke à être nommé "National Player of the Year" (meilleur joueur de l'année). Duke quitte la Southern Conference pour devenir un membre fondateur de la conférence ACC (Atlantic Coast Conference) en 1953. Alors entraînée par Vic Bubas, l'équipe de Duke fait sa première apparition au Final Four en 1963 et perd sur le score de 94-75 face à l'université Loyola de Chicago. L'année suivante, l'équipe de Bubas atteint la finale nationale et perd face aux Bruins d'UCLA, qui remportent le titre 10 fois au cours des douze années suivantes.
Le programme de basket-ball gagne son 1000e match en 1974, ce qui fait de Duke la huitième école à atteindre ce total depuis la création de la NCAA. En 1978, les Blue Devils de l'entraîneur Bill Foster, qui avaient pourtant un bilan de 2 victoires et 10 défaites dans en ACC l'année précédente, remportent le championnat de conférence et atteignent la finale de NCAA mais s'inclinent face aux Wildcats du Kentucky.

### L'ère Mike Krzyzewski

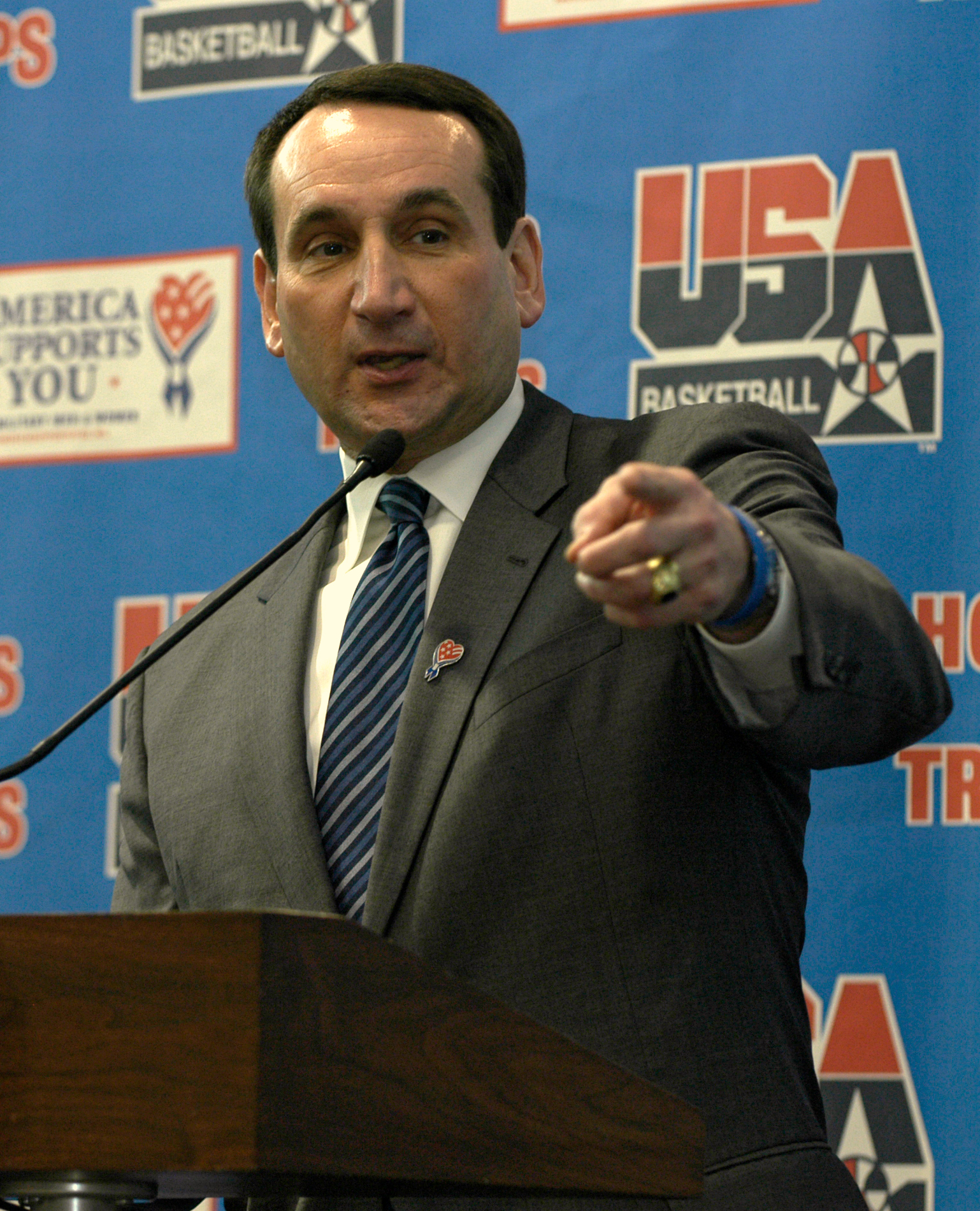
Mike Krzyzewski

Mike Krzyzewski est à Duke de 1980 à 2022. Ses nombreuses réalisations comprennent :
- 5 Championnats nationaux
- 12 Final Fours (un record depuis 1984-1985) dont 5 à la suite entre 1988 et 1992.
- 16 Elite Eights
- 25 Sweet Sixteens (un record depuis 1984–1985) dont 9 à la suite entre 1998 et 2006
- 97 victoires en championnat NCAA (meilleur total de l'histoire)
- 27 titres de conférence (12 de saison régulière, 15 de championnat), dont 10 des 13 titres du championnat ACC entre 1998 et 2011
- 15 saisons à 30 victoires
- 36 saisons à 20 victoires
- 11 joueurs parmi les 10 premiers choix à la draft de la NBA[6]
- 23 premiers choix à la Draft de NBA
- 1071 victoires en carrière

Les équipes de Krzyzewski ont atteint le Final Four en 1986, 1988, 1989, 1990, 1991, 1992, 1994, 1999, 2001, 2004, 2010, 2015.
Duke gagne contre les Runnin' Rebels de l'université du Nevada, pourtant favoris, lors du Final Four de 1991 sur le score de 79-77, dans la revanche de la finale de 1990 que Duke avait perdu par 30 points d'écart. Alors menée par Christian Laettner, Bobby Hurley, Grant Hill et Thomas Hill, l'équipe bat Kansas 72-65 pour remporter son premier championnat NCAA. Classé premier toute la saison et favori pour être sacré champion à nouveau en 1992, Duke participe à un match « reconnu par beaucoup comme le plus grand match de basket-ball universitaire de l'histoire » selon ESPN,,,. En Elite Eight (quart de finale), Duke fait face aux Wildcats du Kentucky menés par Rick Pitino. L'arrière Sean Woods marque un panier avec la planche en pleine course, donnant donc un avantage de 1 point à Kentucky à 2,1 secondes de la fin du match. Après un temps-mort, le joueur de Duke Grant Hill fait une passe à l'autre bout du terrain pour Christian Laettner. Laettner fait un dribble et inscrit un tir en rotation au buzzer pour envoyer Duke au Final Four sur une victoire 104-103. Duke gagne contre les Wolverines de l'université du Michigan 71-51 pour remporter son deuxième championnat NCAA. Les Blue Devils perdent la finale de 1994 face à la défense exceptionnelle d'Arkansas. Les deux saisons suivantes, leur bilan est de 31 victoires et 31 défaites. Ils perdent également la finale de 1999 face aux Huskies de l'université du Connecticut entraînés par Jim Calhoun. Duke gagne 82-72 contre Arizona pour remporter son troisième championnat NCAA en 2001, devenant alors l'une des rares équipes dans l'histoire de la NCAA à remporter tous ses matches de championnat par plus de 10 points d'écart. Mike Krzyzewski est intronisé au Basketball Hall of Fame plus tard cette année-là.
Le 5 avril 2010, Duke remporte son quatrième titre de champion NCAA en battant Butler emmené par Gordon Hayward et entraîné par Brad Stevens, 61-59.

### Saison 2014-2015
Le 6 avril 2015, Les Blue Devils remportent leur cinquième titre face à Wisconsin (68-63), grâce à 5 joueurs qui évoluent ultérieurement en NBA, Jahlil Okafor, Tyus Jones, Justice Winslow, Quinn Cook et Grayson Allen. Le titre de 2015 est remporté dans le même stade que celui de 2010 : le Lucas Oil Stadium d'Indianapolis.

### Saison 2015-2016
À la suite de cette victoire du tournoi NCAA, les leaders de l'équipe Quinn Cook, Tyus Jones, Justice Winslow et Jahlil Okafor partent en NBA. Pour cette saison 2015-2016 ce sont les freshmen Luke Kennard, Brandon Ingram, Derryck Thornton et Chase Jeter qui rejoignent les rangs des Blue Devils. Duke connait une saison compliquée avec notamment 3 défaites de rangs face à Clemson, Notre Dame et Syracuse ce qui fait sortir Duke du Top 25 des meilleures équipes du pays.
Dans un rivalry game incroyable à North Carolina, les Blue Devils s'imposent d'un petit point 74-73 grâce notamment à son leader Grayson Allen. Une saison en demi-teinte qui se termine au Sweet 16 avec une élimination par les Ducks de l'Oregon 68-82 après avoir respectivement éliminé UNC-Wilmington et Yale.
À la suite de cela, Brandon Ingram est drafté en 3e position par les Lakers de Los Angeles alors que Chase Jeter et Derryck Thornton demandent leur transfert, l'un vers les Wildcats de l'Arizona, l'autre vers les Trojans de USC. Luke Kennard repart pour une deuxième saison chez les Blue Devils.

### Saison 2016-2017
En 2016 Duke recrute 2 des 5 meilleurs prospects NCAA Jayson Tatum et Harry Giles avec un effectif complété par le meneur Franck Jackson et le pivot Marques Bolden.
Emmené par Grayson Allen, Luke Kennard et ses freshmen, Duke remporte le titre de conférence ACC (en) en 2017, une première depuis 2011.

### Saison 2017-2018
Duke emmené par son senior Grayson Allen et les freshmen Marvin Bagley III, Wendell Carter Jr., Trevon Duval et Gary Trent Jr. atteignent l'Elite 8 et tombent face aux Jayhawks du Kansas. Alors que Duke mène de trois points à 36 secondes de la fin, c'est Sviatoslav Mykhaïliouk qui arrache la prolongation sur un tir à 3 points. Alors que Duke a l'occasion de remporter le match sur une dernière possession, le tir de Grayson Allen fait le tour de l'arceau et ressort, envoyant les 2 équipes en prolongations. C'est finalement Kansas qui s'impose.
Au terme de cette saison, Marvin Bagley III est drafté en 2e position par les Kings de Sacramento, Wendell Carter Jr. en 7e position par les Bulls de Chicago et Grayson Allen est drafté par le Jazz de l'Utah en 21e position.

### Saison 2018-2019
À la suite de cette saison terminée en demi-teinte, Duke frappe un grand coup en signant les 3 meilleurs prospects de la classe de 2018 : R. J. Barrett, champion du monde U18 avec le Canada, Cam Reddish et Zion Williamson accompagnés du meneur 5 étoiles Tre Jones, petit frère de Tyus Jones, champion avec Duke en 2015 et Joey Baker qui ne joue que 2 matches cette saison-là. Cette classe de recrutement est considérée comme la plus grande classe de recrutement de l'histoire pour beaucoup d'analystes de la NCAA.
Duke commence la saison en écrasant son rival, les Wildcats du Kentucky 118-84. Certains médias s'amusent même à dire que Duke est meilleure que certaines équipes NBA, les Cavaliers de Cleveland notamment, orphelins de LeBron James parti aux Lakers et en grande difficulté en début de saison 2018-2019. Cette équipe connaît sa première défaite en finale du Maui Invitational Championship face aux Bulldogs de Gonzaga, 89 - 87. Au fil de la saison Zion Williamson récolte les éloges, montrant tout le potentiel qu'on lui promettait au lycée et prouve surtout qu'il n'est pas juste une machine à highlights. Duke connait une saison plus compliquée que prévu, l'équipe rentrant dans les rangs petit à petit, montrant des signes de faiblesse notamment son banc qui n'est pas efficace. Des joueurs comme Alex O'Connell, Jordan Goldwire, Jack White ou encore Marques Bolden ne répondent pas présent, tout comme Cam Reddish qui déçoit un peu, dans l'ombre de R. J. Barrett et Zion Williamson. Les Blue Devils connaissent une première frayeur le 12 janvier dans un match face à Florida State où Zion Williamson se blesse à l’œil. Le match sur termine sur un tir à 3 points de Cam Reddish pour remporter le match et enfin lancer la saison du freshman. 2 jours plus tard, Duke s'incline face à Syracuse, perdant par la même occasion son meneur Tre Jones sur blessure.
Le 20 février, dans son premier duel de la saison face au rival North Carolina, Zion Williamson se blesse au bout de 30 secondes de jeu, détruisant au passage sa chaussure dans une image qui fait le tour du monde. Quelques jours plus tard, les Blue Devils s'inclinent une nouvelle fois face aux Tar Heels, malgré un énorme match de R. J. Barrett, et finissent la saison à la 3e place de la conférence ACC, avec Zion Williamson de blessé.
En demi-finale du tournoi ACC, ils rencontrent une 3e fois North Carolina avec un Zion Williamson qui marque 31 points, prend 11 rebonds et marque un panier décisif à 12 secondes de la fin. Ils remportent le tournoi ACC (en) pour la 20e fois de l'histoire en battant en finale les Seminoles de Florida State qui avaient battu les favoris Virginia en demi-finale.
Arrivé à la March Madness, Duke se positionne en tant que meilleure équipe du pays, classée No 1. Ils rencontrent au premier tour le Bison de l'université d'État du Dakota du Nord qu'ils battent sans grande difficulté. Au second tour, les Blue Devils croisent la route de UCF et de son pivot senior Tacko Fall, tout se joue sur une dernière minute dantesque où Duke s'en sort grâce à un panier plus la faute de Zion Williamson et un rebond offensif de R. J. Barrett. Lors du Sweet 16, les Dukies font face aux Hokies de Virginia Tech et encore une fois, c'est dans les derniers instants que tout se décide. Grâce à Tre Jones (22 points à 5 sur 7 à 3 points, 8 passes), Zion Williamson (23 points, 6 rebonds, 3 contres) et R. J. Barrett (18 points, 11 passes), Duke échappe au pire en s'imposant 75-73 après un panier manqué du Hookie Ahmed Hill au buzzer. Duke arrive donc à l'Elite 8 sur deux matches se décidant sur la dernière action, la confiance n'est donc pas au rendez-vous. Face aux Spartans de Michigan State, les 24 points et 14 rebonds de Zion Williamson ne suffisent pas et Duke s’incline 68-67 laissant passer les espoirs de titre national pour Williamson, Barrett, Reddish et Tre Jones.
Beaucoup d'observateurs s'accordent à dire que Zion Williamson est plus gros phénomène pré-NBA que le basket-ball ai connu depuis LeBron James en 2003. Il est élu Joueur de l'Année en NCAA et meilleur ailier fort. Avec R. J. Barrett et Cam Reddish ils s'inscrivent tous les trois à la draft NBA quelques semaines plus tard. Zion Williamson déclara quelques semaines plus tard qu'il souhaitait rester une saison de plus à Duke après la défaite face à Michigan State à l'Elite 8 mais qu'il ne pouvait pas à cause des enjeux de son inscription à la Draft NBA.

### Saison 2019-2020
À la suite de cette année incroyable, Duke signe les meilleurs lycéens du pays : Vernon Carey Jr., 6e meilleur joueur de la classe 2019, Matthew Hurt, 11e meilleur joueur de la classe 2019, Wendell Moore, 22e meilleur joueur de la classe 2019 et le joueur 4 étoiles : Cassius Stanley : 31e meilleur joueur de la classe 2019. Duke possède encore une fois une des meilleures classes de recrutement du pays et en plus de cela, elle enregistre le retour de Tre Jones pour une année supplémentaire. Les Blue Devils possèdent un effectif plus complet que la saison passée.
Cette saison sera la théâtre d'un match incroyable face au rival North Carolina. Alors menés de 10 points à 2 min de la fin, les Blue Devils vont revenir à égalité au buzzer grâce à leur capitaine Tre Jones (28 points, 6 passes décisives) qui va envoyer les deux équipes en prolongations. À 10 secondes, de la fin, les Tar Heels vont perdre la balle sur remise en jeu. Cette fois ce sera Wendell Moore, encore une fois au buzzer, qui donnera la victoire finale à Duke sur un rebond offensif d'un tir de Jones (98-96). Quelques semaines plus tard, Duke vaincra une nouvelle fois leurs rivaux, cette fois à domicile 89-76. À noter le très bon match de Justin Robinson (en) (13pts, 4/6 à 3pts, 4 contres), fils de la légende David Robinson, pour son dernier match au Cameron Indoor.
Duke va terminer 4e de la saison régulière en conférence ACC (à égalité avec Virginia et Louisville) et se place en tant qu'outsider pour le tournoi de conférence ACC 2020 (en) et la March Madness. Alors qu'elle doit entrer en scène face au 5e du classement, le Wolfpack de NC State (en), la ACC annonce l'annulation du tournoi de conférence, à cause de la pandémie de Covid-19 qui sévit à cette époque.  La NCAA annonce, elle-aussi, quelques jours plus tard le même sort pour la March Madness. La saison se conclut donc sur cette fin amère pour les Blue Devils qui montaient en puissance.
Après une incroyable 2de saison en tant que capitaine de l'équipe, Tre Jones s'inscrit à la Draft NBA 2020, tout comme Vernon Carey Jr. et Cassius Stanley. Jack White, Justin Robinson et Javin DeLaurier quittent aussi les Blue Devils après la fin de leur cursus de quatre années. L'ailier Alex O'Connell transfèrera aux Bluejays de Creighton.

### Saison 2020-2021
Après une fin de saison frustrante, les Blue Devils ont besoin de recruter afin de pallier les nombreux départs. C'est chose faite avec la 3e meilleure classe de recrutement du pays, la 2e meilleure en conférence ACC. Si elle peut déjà compter sur les retours de Wendell Moore et Matthew Hurt pour une 2e saison, Duke va voir arriver le 13e meilleur joueur de la classe 2020 : l'ailier Jalen Johnson. Jeremy Roach (en), 23e meilleur joueur de la classe 2020 arrive afin de remplacer Tre Jones à la mène. L'équipe peut aussi compter sur les arrivées de DJ Steward, 26e meilleur de la classe 2020, les intérieurs Mark Williams et Henry Coleman III, et enfin Jaemyn Brakefield (en). De plus, le transfert en provenance des Lions de Columbia, Patrick Tape vient renforcer une raquette inexpérimentée.
Le début de saison va être compliqué pour les Blue Devils, notamment à cause d'un calendrier compliqué en raison de la pandémie de Covid-19. 3 matchs annulés (vs Elon, Charleston Southern et Gardner-Webb), 2 matchs reportés (vs Pittsburgh et Florida State). Enfin, 2 défaites à domicile face à de grosses équipes comme Michigan State et Illinois vont venir remettre en cause le niveau de cet effectif et les choix tactiques effectués par Coach K.
De plus, Duke doit s'en sortir sans son leader Jalen Johnson, blessé 3 semaines à la cheville et qui peine à retrouver son niveau. Le coup de massue tombe le 16 février lorsque celui-ci annonce qu'il quitte les Blue Devils afin de se concentrer pour la prochaine Draft. Malgré des victoires rassurantes face à Georgia Tech (75-68), Syracuse (85-71) ou encore le leader de la conférence, les Cavaliers de Virginia (66-65), Duke va connaître un grand passage à vide en fin de saison avec 3 défaites de rang, dont 2 en prolongations et une dernière face au rival North Carolina.
Duke termine donc la saison à la 10e place de la conférence avec un bilan de 9 victoires pour 9 défaites soit l'une des pires saisons de l'ère Coach K. Elle doit donc passer par les barrages du tournoi de conférence ACC 2021 (en) pour encore espérer pouvoir se qualifier pour la March Madness.
Porté par son leader, auteur d'une superbe saison, Matthew Hurt (élu meilleure progression de l'année en ACC), Duke va se défaire au 1er tour des Eagles de Boston College (86-51). Au 2d tour, Duke va créer la surprise en éliminant sèchement les Cardinals de Louisville (70-56), grâce notamment à un très grand Mark Williams (23 points, 19 rebonds). Mais encore une fois, alors que les Blue Devils montent en puissance, un cas positif à la Covid-19 est détecté dans le staff et Duke doit déclarer forfait pour le reste de la saison. C'est la première fois depuis 1995 qu'une March Madness va se dérouler sans les Blue Devils.
DJ Steward et Matthew Hurt s'inscriront à la Draft NBA 2021, rejoignant Jalen Johnson dans ce processus. De plus, Duke va perdre sur transfert l'ailier Jaemyn Brakefield, parti aux Rebels d'Ole Miss et l'intérieur Henry Coleman III aux Aggies de Texas A&M.

### Saison 2021-2022
Pour cette nouvelle saison, les Blue Devils ne recrutent pas moins de six nouveaux joueurs afin de pallier les départs de la saison précédente. Cette fois, Duke affiche la meilleure classe de recrutement en conférence ACC et la 3e meilleure du pays. Cette année est marquée par le recrutement du 2e meilleur joueur de la classe : l'intérieur américano-italien de 2,08 mètres, Paolo Banchero.
Il est accompagné du 17e meilleur joueur de la classe 2021 : A. J. Griffin mais aussi de Trevor Keels, 22e meilleur joueur de la classe 2021, qui va retrouver son coéquipier de lycée Jeremy Roach. Enfin, le meneur Jaylen Blakes rejoint aussi les Blue Devils. Ce sont aussi deux transferts qui viendront garnir les rangs des bleus en blanc : Bates Jones en provenance des Wildcats de Davidson et Theo John des Golden Eagles de Marquette.
Le 2 juin, Mike Krzyzewski annonce que cette saison sera sa dernière en tant qu'entraîneur des Blue Devils. Après 5 titres de champion NCAA, 12 Final Four et un record du nombre de victoires pour un entraîneur en division I, Coach K est remplacé en 2022 par son adjoint (depuis 2014) et ancien joueur de Duke : Jon Scheyer (en).

## Les Blue Devils en NBA
Au 23 décembre 2023, les Blue Devils présents en NBA sont :
- Semi Ojeleye – Milwaukee Bucks (n'a pas terminé sa carrière à Duke, transféré à SMU)
- Kyrie Irving – Dallas Mavericks – (2011)
- Austin Rivers –  Timberwolves du Minnesota – (2012)
- Seth Curry – Dallas Mavericks – (2013)
- Mason Plumlee – Charlotte Hornets – (2013)
- Rodney Hood – Milwaukee Bucks – (2014)
- Jabari Parker – Free Agent – (2014)
- Quinn Cook – Free Agent – (2015)
- Tyus Jones –  Washington Wizards– (2015)
- Jahlil Okafor – Agent libre – (2015)
- Justise Winslow – Los Angeles Clippers – (2015)
- Brandon Ingram – New Orleans Pelicans – (2016)
- Harry Giles – Portland Trail Blazers – (2017)
- Frank Jackson – Detroit Pistons – (2017)
- Luke Kennard –  Memphis Grizzlies– (2017)
- Jayson Tatum – Boston Celtics – (2017)
- Grayson Allen – Phœnix suns– (2018)
- Marvin Bagley III – Detroit Pistons – (2018)
- Wendell Carter Jr. – Orlando Magic – (2018)
- Gary Trent Jr. – Toronto Raptors – (2018)
- R. J. Barrett – New York Knicks – (2019)
- Cam Reddish – Los Angeles Lakers – (2019)
- Zion Williamson – New Orleans Pelicans – (2019)
- Vernon Carey Jr. – Charlotte Hornets – (2020)
- Tre Jones – San Antonio Spurs – (2020)
- Cassius Stanley – Agent libre – (2020)
- Jalen Johnson – Atlanta Hawks – (2021)
- Paolo Banchero orlando magic (2022)
- A. J. Griffin Atlanta Hawks (2022)
- Mark Williams Charlotte Hornets (2022)
- Dereck Lively II  Dallas Mavericks (2023)
- Dariq Whitehead Brooklyn Nets (2023)

### Les Blue Devils qui ont joué en NBA
Alaa Abdelnaby, Johnny Dawkins, Cherokee Parks, Bobby Hurley, Antonio Lang, Roshown McLeod, William Avery, Trajan Langdon, Grant Hill, Danny Ferry, Christian Laettner, Brian Davis, Elton Brand, Shane Battier, Carlos Boozer, Chris Duhon, Mike Dunleavy, Dahntay Jones, Daniel Ewing, J. J. Redick, Shavlik Randolph, Shelden Williams, Corey Maggette, Luol Deng, Josh McRoberts, Gerald Henderson, Lance Thomas, Miles Plumlee, Mason Plumlee, Nolan Smith, Jason Williams, Jabari Parker, Rodney Hood, Kyrie Irving, Marshall Plumlee, Quinn Cook, Jahlil Okafor, Tyus Jones, Justice Winslow, Amile Jefferson, Brandon Ingram, Luke Kennard, Franck Jackson, Jayson Tatum, Harry Giles, Marvin Bagley III, Zion Williamson, Wendell Carter Jr., Grayson Allen, Gary Trent Jr., Trevon Duval. 
Beaucoup d'adjoints et anciens joueurs de Mike Krzyzewski, comme Tommy Amaker, Bob Bender, Mike Brey, Jeff Capel, Chris Collins, Johnny Dawkins, Quin Snyder et Steve Wojciechowski sont devenus entraîneurs pour des universités majeures.

## Cameron Indoor Stadium

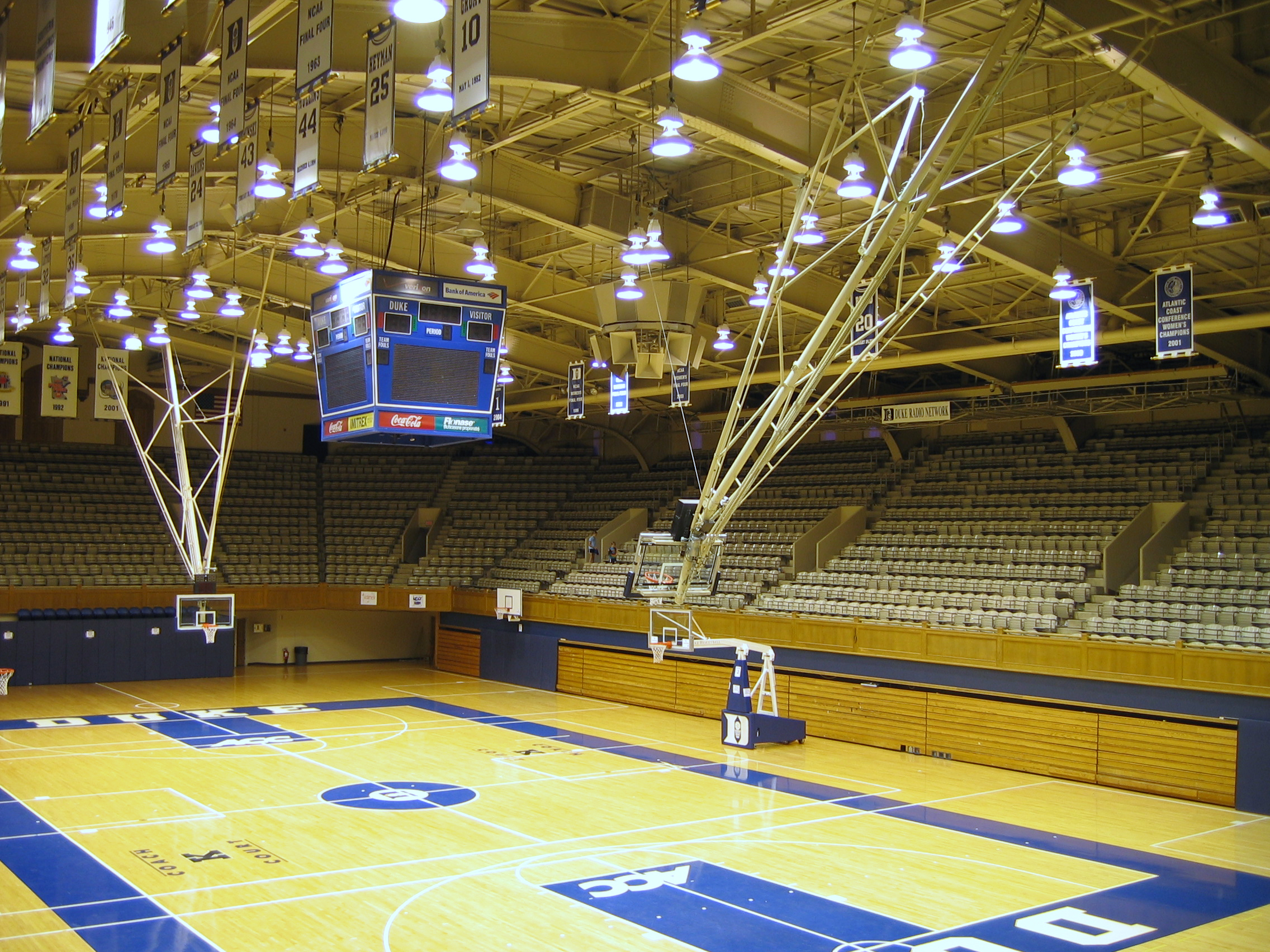
Cameron Indoor Stadium, demeure des Blue Devils

Le Cameron Indoor Stadium est terminé le 6 janvier 1940 en ayant coûté 400 000 $. Il est à l'époque le plus grand gymnase du pays au sud du Palestra, gymnase de l'université de Pennsylvanie. Appelé à l'origine Duke Indoor Stadium, il est renommé en l'honneur de l'entraîneur Cameron le 22 janvier 1972. Le bâtiment comprenait 8 800 sièges à son inauguration mais peut accueillir 4 000 personnes debout supplémentaires. Les rénovations de 1987-1988 suppriment les places debout pour ajouter des sièges, faisant passer la capacité à 9 314 places.
Les équipes de basket-ball de Duke ont un avantage considérable à domicile depuis de nombreuses années grâce aux étudiants déchaînés connus sous le nom de "Cameron Crazies" (Fous de Cameron). Le parquet a été renommé "Coach K Court" en l'honneur de l'entraîneur Mike Krzyzewski, et la zone extérieure où les étudiants campent les veilles de grands matchs est connu sous le nom de Krzyzewskiville. En 1999, le magazine Sports Illustrated classe le Cameron Indoor Stadium quatrième meilleure salle du sport universitaire et professionnel.
En 2018, le Cameron Indoor Stadium enregistre son 400e match à guichet fermé.

## Récompenses individuelles

### National Player of the Year (Meilleur joueur de l'année)
- Dick Groat Helms, UPI
- Art Heyman AP, UPI, U.S. Basketball Writers
- Johnny Dawkins Naismith
- Danny Ferry Naismith, UPI, U.S. Basketball Writers
- Christian Laettner AP, Basketball Times, NABC, Naismith, U.S. Basketball Writers, Wooden
- Elton Brand AP, NABC, Naismith, U.S. Basketball Writers, Wooden, Sporting News
- Shane Battier AP, Basketball Times, Naismith, U.S. Basketball Writers, Wooden, Sporting News
- Jason Williams AP, Basketball Times, NABC, Naismith, U.S. Basketball Writers, Wooden, Sporting News
- J. J. Redick AP, Basketball Times, NABC, Naismith, Rupp, U.S. Basketball Writers, Wooden, Sporting News
- Zion Williamson AP, NABC, Naismith, Sporting News, U.S. Basketball Writers, Wooden
- Cooper Flagg AP, NABC, Naismith, U.S. Basketball Writers, Wooden

### National Defensive Player of the Year (Meilleur défenseur de l'année)
- Billy King (1986)
- Tommy Amaker (1987)
- Grant Hill (1993)
- Steve Wojciechowski (1998)
- Shane Battier (1999, 2000, 2001)
- Shelden Williams (2005, 2006)

### ACC Men's Basketball Player of the Year (Meilleur joueur de l'ACC)
- Art Heyman (1963)
- Jeff Mullins (1964)
- Steve Vacendak (1966)
- Mike Gminski (1979)
- Danny Ferry (1988, 1989)
- Christian Laettner (1992)
- Grant Hill (1994)
- Elton Brand (1999)
- Chris Carrawell (2000)
- Shane Battier (2001)
- J. J. Redick (2005, 2006)
- Nolan Smith (2011)
- Jahlil Okafor (2015)
- Marvin Bagley III (2018)
- Zion Williamson (2019)
- Tre Jones (2020)
- Cooper Flagg (2025)

### ACCRookieof the Year (Meilleur débutant de l'ACC)
- Jim Spanarkel (1976)
- Mike Gminski (1977)
- Gene Banks (1978)
- Chris Duhon (2001)
- Kyle Singler (2008)
- Austin Rivers (2012)
- Jabari Parker (2014)
- Jahlil Okafor (2015)
- Marvin Bagley III (2018)
- Zion Williamson (2019)
- Vernon Carey Jr. (2020)
- Paolo Banchero (2022)
- Kyle Filipowski (2023)
- Cooper Flagg (2025)

### ACC Defensive Player of the Year (Meilleur défenseur de l'ACC)
- Shelden Williams (2005, 2006)
- DeMarcus Nelson (2008)
- Tre Jones (2020)
- Mark Williams (2022)

### ACC Most Improved Player (Joueur ayant le plus progressé dans l'ACC)
- Matthew Hurt (2021)